# François
För andra betydelser, se François (olika betydelser).

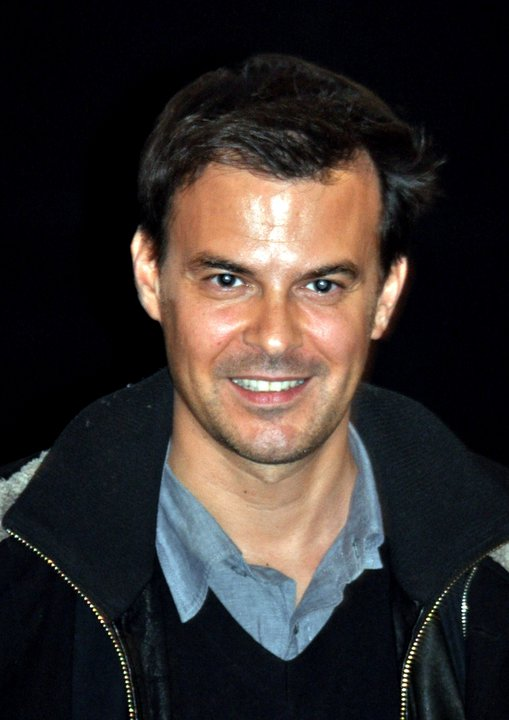
François Ozon, 2010.

François är ett mansnamn, ursprungligen franskt och som kan översättas till Frans på svenska. Den feminina formen är Françoise.
Namnet förekommer också som del i namnet på flera relativt små franska kommuner, till exempel François, Saint-François-de-Sales, Saint-François-Lacroix, Saint-François-Longchamp och Vitry-le-François.

## Exempel på personer med namnet François
- François Bozizé, president i Centralafrikanska republiken
- François Boucher, fransk målare (1703–1770)
- François Couperin, fransk kompositör  (1668–1733)
- François Duvalier även kallad Papa Doc, haitisk politiker och diktator (1907–1971)
- François de La Rochefoucauld, fransk författare (1613–1680)
- François Mauriac, fransk författare (1885–1970)
- François Mitterrand, fransk president för socialistpartiet (1916–1996)
- François Ozon, fransk filmregissör (född 1967)
- François Rabelais, fransk humorförfattare (1490–1553)
- François Truffaut, fransk filmregissör (1932–1984)
- François Villon, fransk författare (1694–1778)